# Robert Urich
Robert Urich (Toronto, Ohio, Estados Unidos, 19 de diciembre de 1946 - Thousand Oaks, California, Estados Unidos, 16 de abril de 2002) fue un actor estadounidense.

## Biografía
Su hermano Tom Urich y su sobrino Justin Urich también son actores. Su complexión atlética facilitó su entrada en la Universidad de Florida State, donde jugó al fútbol americano durante 4 temporadas y se graduó en Comunicaciones. Luego completó sus estudios de Periodismo en la Universidad de Míchigan, trabajó durante un tiempo como representante de ventas en una emisora de radio y como hombre del tiempo en un canal de televisión.
Su siguiente paso lo dio convirtiéndose en actor y en 1972 debutó junto a Burt Reynolds en la obra The Rainmaker. Sus primeros trabajos televisivos los realizó a principios de los años setenta, colaborando en episodios de las series FBI, Kung Fu, Marcus Welby y La ley del revólver.
En 1973 protagonizó la sitcom Bob & Carol, & Ted & Alice, una versión televisiva de la película de mismo título estrenada en 1969 y que giraba en torno al intercambio de parejas. La serie no llegó a completar su primera temporada y en ella compartió reparto con Anne Archer, David Spielberg, Anita Gillette y Jodie Foster. Ese mismo año secundó a Clint Eastwood en la película Harry el fuerte, donde dio vida al Oficial Mike Grimes.
Entre 1975 y 1976 se hizo popular interpretando al policía de SWAT Jim Street, en las dos temporadas de la serie Los hombres de Harrelson.
Un año más tarde colaboró en la sitcom Enredo, en el papel del seductor Peter Campbell, el hijo de Burt Campbell (Richard Mulligan), que era un seductor profesor de tenis que se acostaba con la totalidad de sus alumnas y que era asesinado en la primera temporada de la serie. Entre 1976 y 1978 actuó como secundario en la sitcom de 12 episodios Tabitha, un spin off de la mítica Hechizada, centrada en la vida adulta de la guapa Tabitha Stephens (Lisa Hartman), la cual heredaba los poderes de su madre Samantha (Elizabeth Montgomery, actriz que nunca apareció en este spin off).
A finales de los años setenta, fue actor invitado en las series Los ángeles de Charlie y The Love Boat.
Entre 1978 y 1981 protagonizó la serie policíaca de tres temporadas Las Vegas, en la que interpretó a Dan Tanna, un detective que investiga a los huéspedes de un hotel situado en la ciudad de Las Vegas y propiedad del millonario Philip Ross (representado por el actor Tony Curtis, que intervino en 16 episodios de la serie). Por este papel Urich empezó a ser considerado como un sex symbol y por su interpretación fue nominado a dos Globos de oro en la categoría de Mejor actor de serie dramática en 1980 y 1981.
Entre 1982 y 1983 protagonizó la serie de aventuras de una temporada Gavilan. En 1984 fue John Darcy en la miniserie La hija de Mistral y realizó su único papel protagonista cinematográfico con la película de ciencia ficción con elementos de comedia Guerreros del espacio, donde fue el aventurero intergaláctico Jason.
En 1985 secundó a Timothy Hutton en el film ambientado en el mundo de los bomberos Turk 182: el rebelde de Bob Clark. En 1986 protagonizó y produjo el telefilm The Defiant Ones, donde compartió reparto con Carl Weathers.
Entre 1985 y 1988 consiguió uno de sus mayores éxitos televisivos con la serie policíaca Spenser, detective privado, en la que encarnó al detective Spenser, un duro expolicía y exboxeador, que vive en una vieja estación de bomberos y tiene como colaborador a Hawk (Avery Brooks), un afroamericano que opera a ambos lados de la ley. Para contrastar con la rudeza de su profesión, en su tiempo libre, Spenser es un exquisito cocinero y tiene una novia más o menos oficial llamada Susan Silverman (Barbara Stock).
La serie permaneció en antena durante 3 temporadas y en los años noventa dio origen a cuatro telefilms también protagonizados por Robert Urich y Avery Brooks titulados Spenser: ceremony (1993), Spenser: Pale Kings and Princes (1994), Spenser: the Judas goat (1994) y Spenser: a savage place (1995). Para el recuerdo, el estupendo tema central de la serie a ritmo de saxofón.

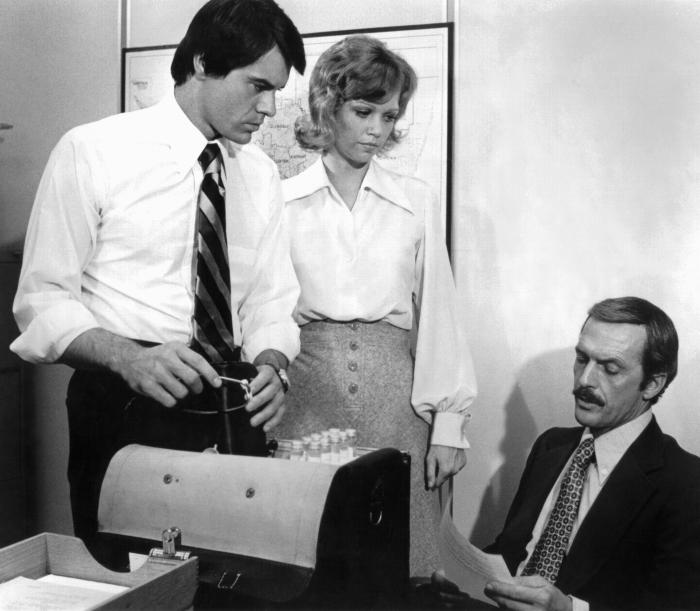
Robert Urich (izquierda), junto a Maureen Reagan y Jack Hogan.

A finales de los años ochenta participó en las miniseries Amerika (1987) y Lonesome Dove (1989), esta última un aclamado western en el que coincidió con Robert Duvall, Tommy Lee Jones, Danny Glover y Diane Lane. A principios de los años noventa actuó en tres series de una sola temporada tituladas American dreamer (1990-1991), Crossroads (1992-1993) y Tenías que ser tú'' (1993), en esta última compartiendo reparto con Faye Dunaway.
En 1996 le diagnosticaron un cáncer y a partir de ese momento compaginó su tratamiento para combatir la enfermedad con su carrera artística. Ese año protagonizó la serie de una temporada ambientada en el oeste americano The Lazarus Man. Posteriormente fue el presentador de los programas Boatworks y Vital sings, ambos emitidos en 1997, una labor que ya había llevado a cabo en la serie documental National Geographic Explorer (1988-1995). A partir de 1998 comenzó a colaborar como conferenciante en la American Cancer Society y obtuvo el premio Gilda Radner Courage por su labor humanitaria en la lucha contra esta enfermedad.
En 1998 prestó su voz a la serie animada Invasion to America. Su siguiente trabajo como protagonista fue la serie Vacaciones en el mar: la nueva tripulación, una secuela de Vacaciones en el mar de sólo dos temporadas, en la que interpretó a Jim Kennedy, el Capitán del nuevo transatlántico de lujo.
Durante esta década participó con frecuencia en telefilms como 83 hours 'til dawn (1990), Stranger at my door (1991), Blind man's bluff (1992), Deadly relations (1993), A perfect stranger (1994), A horse for Danny (1995), Capitanes intrépidos (1996), Descenso final (1997) o Final Run (1999).
A principios del siglo XXI realizó sus últimos trabajos interpretativos en los telefilms Aftermath (2001), For love of Olivia (2001), Justicia infinita (2002) y Night of the wolf (2002).
Aunque en los últimos años había luchado contra su cáncer con resultados favorables, falleció a consecuencia de esta enfermedad el 16 de abril de 2002 en California, a la edad de 55 años.

## Vida personal
En lo personal estuvo casado en dos ocasiones, en ambos casos con actrices: entre 1968 y 1974 estuvo unido a Barbara Rucker y, desde 1974 hasta su fallecimiento, estuvo casado con Heather Menzies, con quien tuvo 3 hijos: Ryan, Emily y Allison.[cita requerida]